# Ronde van de Algarve
De Ronde van de Algarve (Portugees: Volta ao Algarve) is een meerdaagse wielerwedstrijd die in de Algarve in het zuiden van Portugal wordt verreden.
De eerste twee edities werden in 1960 en 1961 verreden. Sinds 1977 vindt de wedstrijd jaarlijks plaats. Van 1977-1983 was het een wedstrijd voor amateurs. In 2020 werd de koers opgenomen op de nieuwe UCI ProSeries-kalender.

## Lijst van winnaars

### Meervoudige winnaars
| Overwinningen | Renner             | Jaren            |
| ------------- | ------------------ | ---------------- |
| 3             | Belmiro Silva      | 1977, 1981, 1984 |
| 3             | Remco Evenepoel    | 2020, 2022, 2024 |
| 2             | Portugal           | 1979, 1980       |
| 2             | Manuel Cunha       | 1986, 1987       |
| 2             | Fernando Carvalho  | 1989, 1990       |
| 2             | Joaquim Gomes      | 1988, 1992       |
| 2             | Cássio Freitas     | 1993, 1995       |
| 2             | Cândido Barbosa    | 1997, 2002       |
| 2             | Alberto Contador   | 2009, 2010       |
| 2             | Tony Martin        | 2011, 2013       |
| 2             | Geraint Thomas     | 2015, 2016       |
| 2             | Michał Kwiatkowski | 2014, 2018       |

### Overwinningen per land
| Overwinningen | Land                                                                          |
| ------------- | ----------------------------------------------------------------------------- |
| 25            | Portugal                                                                      |
| 4             | België                                                                        |
| 3             | Spanje                                                                        |
| 2             | Brazilië, Denemarken, Duitsland, Italië, Polen, Slovenië, Verenigd Koninkrijk |
| 1             | Australië, Colombia, Tsjechië, Verenigde Staten, Zwitserland                  |

1960 · 1961 · 1962-1976 · 1977 · 1978 · 1979 · 1980 · 1981 · 1982 · 1983 · 1984 · 1985 · 1986 · 1987 · 1988 · 1989 · 1990 · 1991 · 1992 · 1993 · 1994 · 1995 · 1996 · 1997 · 1998 · 1999 · 2000 · 2001 · 2002 · 2003 · 2004 · 2005 · 2006 · 2007 · 2008 · 2009 · 2010 · 2011 · 2012 · 2013 · 2014 · 2015 · 2016 · 2017 · 2018 · 2019 · 2020 · 2021 · 2022 · 2023 · 2024 · 2025
2005 · 
2006 · 
2007 · 
2008 · 
2009 · 
2010 · 
2011 · 
2012 · 
2013 · 
2014 · 
2015 · 
2016 · 
2017 ·
2018 ·
2019 ·
2020 ·
2021 ·
2022 ·
2023 ·
2024 ·
2025
Belangrijkste etappewedstrijden

Internationaal Wegcriterium · Driedaagse Brugge-De Panne · Ronde van de Alpen · Vierdaagse van Duinkerke · Ronde van Beieren · Ronde van Noorwegen · Ronde van België · Ronde van Luxemburg · Ronde van Oostenrijk · Ronde van Wallonië · Ronde van Burgos · Ronde van Denemarken · Arctic Race of Norway · Ronde van Groot-Brittannië
Belangrijkste eendaagse wedstrijden

Trofeo Laigueglia · GP Lugano · GP Nobili Rubinetterie · Dwars door Vlaanderen · Scheldeprijs · Brabantse Pijl · GP Kanton Aargau · Brussels Cycling Classic · GP Fourmies · Primus Classic Impanis-Van Petegem · Ronde van de Drie Valleien · Milaan-Turijn · Ronde van Piemonte · Ronde van het Münsterland · Ronde van Emilia · Parijs-Tours · GP Bruno Beghelli